# Папе, Фридерик
Фридерик Папе (пол. Fryderyk Papée; 4 апреля 1856, Золочев — 20 октября 1940, Краков) — польский историк, исследователь истории Польши 15-16 ст., библиотекарь. Действительный член АН в Кракове (1920). Профессор (1921). Происходил из ополяченой французской семьи.

## Биография
Родился в Золочеве на Львовщине в семье уездного комиссара. В 1867-1873 учился в Львовской гимназии, в 1873-1875 — во Львовском университете, в 1875-1879 — в Вене. В 1878 г. в Венском университете защитил докторскую диссертация на тему: «Polityka polska w czasie upadku Jerzego z Podiebradu wobec kwestii następstwa w Czechach 1466-1471». В 1880-1883 — библиотекарь Библиотеки им. Оссолинских во Львове. С 1883 г. работал в библиотеке Львовского университета (с 1893 — хранитель, с 1895 — заместитель директора). Соучредитель Исторического общества во Львове (1886), 1904-1905 — главный редактор журнала «Kwartalnik Historyczny». В 1905-1926 гг. — директор библиотеки Ягеллонского университета. В 1920 и 1929-1930 — заместитель директора Библиотеки Чарторыйских в Кракове. В 1927-1933 гг. — инспектор библиотеки АН в Кракове. 1921-1927 — профессор Ягеллонского университета. С 1906 г. — член-корреспондент, с 1920 — действительный член АН в Кракове. Был членом Венгерской АН, почетным членом Польского исторического общества, Венгерского исторического общества и Общества польских библиотекарей.
Умер в г. Краков.

## Работы
Исследовал эпоху господства династии Ягеллонов:
- «Kandydatura Fryderyka Jagiellończyka na biskupstwo warmijskie 1489-1492: Ustęp z dziejów polityki Kazimierza IV wobec Prus po odzyskaniu tychże» (1879),
- «Ostatnie dwunastolecie Kazimierza Jagiellończyka 1480-1492» (1903),
- «Studia i szkice z czasów Kazimierza Jagiellończyka» (1907),
- «Jan Olbracht» (1936), «Aleksandr Jagiellończyk» (1949) и др.).

Исходный материал к теме собрал в издании «Akta Aleksandra króla polskiego, Wielkiego Księcia Litewskiego... 1501-1506» (1927).
Папе интересовался региональной историей:
- «Zabytki przeszłości miasta Bełza» (1884),
- «Skole i Tucholszczyna: Przewodnik Naukowy i Literacki» (1890),
- «Historia miasta Lwowa w zarysie» (1890) и др.).

Исследовал также тематику 16 ст.:
- «Ostatnie lata Diabła Stadnickiego» (1889),
- «Żywot hetmana Żółkiewskiego» (1895),
- «Dzieje unii kościelnej na Rusi» (1896).

Был соавтором публикации «The Cambridge History of Poland: From the Origins to Sobieski» (1950).

## Награды
- Командорский крест ордена Возрождения Польши (1927)[2]
- Золотой Крест Заслуги (1936)[3]
- Рыцарский крест ордена Франца Иосифа (Австро-Венгрия, 1905)[4]
- Командорский крест ордена Заслуг (Венгрия)